# Sabulodes curta
Sabulodes curta är en fjärilsart som beskrevs av Frederick H. Rindge 1978. Sabulodes curta ingår i släktet Sabulodes och familjen mätare. Inga underarter finns listade.